# Les Roseaux sauvages
Les Roseaux sauvages ('wild riet') is een Franse dramafilm onder regie van André Téchiné uit 1994 over volwassen worden en het ontdekken van seksualiteit aan het einde van de Algerijnse oorlog. 

## Verhaal
De tieners François en Maïté bezoeken een bruiloft in het zuidwesten van Frankrijk in 1962. Een soldaat trouwt daar met een plaatselijk meisje om te voorkomen dat hij terug moet naar Algerije om daar te vechten in de oorlog. Hij vraagt Maïtés moeder, Madame Alvarez, hoofd van de plaatselijke cel van de Franse Communistische Partij, om hem te helpen deserteren, maar zij weigert. François ontmoet de broer van de dienstplichtige, Serge, die hem vraagt hem te helpen met zijn Franse lessen. François accepteert het verzoek en naarmate hij intiemer wordt met Serge, realiseert hij zich dat hij zich aangetrokken voelt door jongens. Hij neemt Maïté in vertrouwen, die seksualiteit voorlopig afwijst.
François is ook geïnteresseerd in Serge's kamergenoot, Henri. Deze laatste, een pied-noir, verliet Algerije waar zijn vader stierf. Hij steunt de oorlog in Algerije en is pro-OAS. Serge wordt tijdens een les gebeld: hij hoort dat zijn broer in Algerije is overleden. Vervolgens koestert hij een brandende haat tegen Henri, terwijl de moeder van Maïté, met ziekteverlof gaat. Haar vervanger, mijnheer Morelli, probeert Henri te helpen slagen voor het schoolexamen. Maar Henri, boos omwille van de beslissingen van De Gaulle en de terugtrekking van Frankrijk uit Algerije, besluit de stad te verlaten. Daarvoor wil hij het kantoor van de Communistische Partij, beheerd door madame Alvarez, in brand steken. Hij ziet daar Maïté die hem binnenlaat en voor wie hij zijn oorspronkelijke bedoelingen verbergt. Ze praten met elkaar en voelen verbondenheid.
François, Maïté en Serge zijn het wachten op de examenuitslag beu en besluiten in de rivier te gaan zwemmen. Onderweg ontmoeten ze Henri die nog niet met de trein is vertrokken. Tijdens dit uitstapje worden de verhoudingen tot elkaar nader bepaald.

## Rolverdeling
| Acteur            | Personage          |
| ----------------- | ------------------ |
| Élodie Bouchez    | Maïté Alvarez      |
| Gaël Morel        | François Forestier |
| Stéphane Rideau   | Serge Bartolo      |
| Frédéric Gorny    | Henri Mariani      |
| Michèle Moretti   | madame Alvarez     |
| Jacques Nolot     | monsieur Morelli   |
| Eric Kreikenmayer | Pierre Bartolo     |
| Nathalie Vignes   | Irène              |
| Michel Ruhl       | Monsieur Cassagne  |
| Fatia Maite       | Aicha Morelli      |

## Prijzen en nominaties
In 1995 won Les Roseaux sauvages Césars voor beste film, beste regisseur, beste jong vrouwelijk talent (Élodie Bouchez) en beste originele scenario. De film was verder genomineerd voor de César voor beste vrouwelijke bijrol en  (Michèle Moretti) en driemaal voor de César voor beste mannelijk talent (Frédéric Gorny, Gaël Morel en Stéphane Rideau)